# Quartier arménien de la vieille ville de Jérusalem
Quelque 2 200 Arméniens vivent dans le quartier arménien de la vieille ville de Jérusalem qui occupe un sixième de la superficie de celle-ci, avec son célèbre monastère et sa cathédrale Saint-Jacques.
Le quartier abrite aussi l'église Saint-Maron, le monastère gréco-orthodoxe Saint-Georges, le monastère syriaque orthodoxe Saint-Marc et les ruines d'une église originellement construite par les croisés, Saint-Thomas.

## Histoire

### Établissement de la communauté arménienne de Jérusalem: de95av. J.-C.à638apr. J.-C.

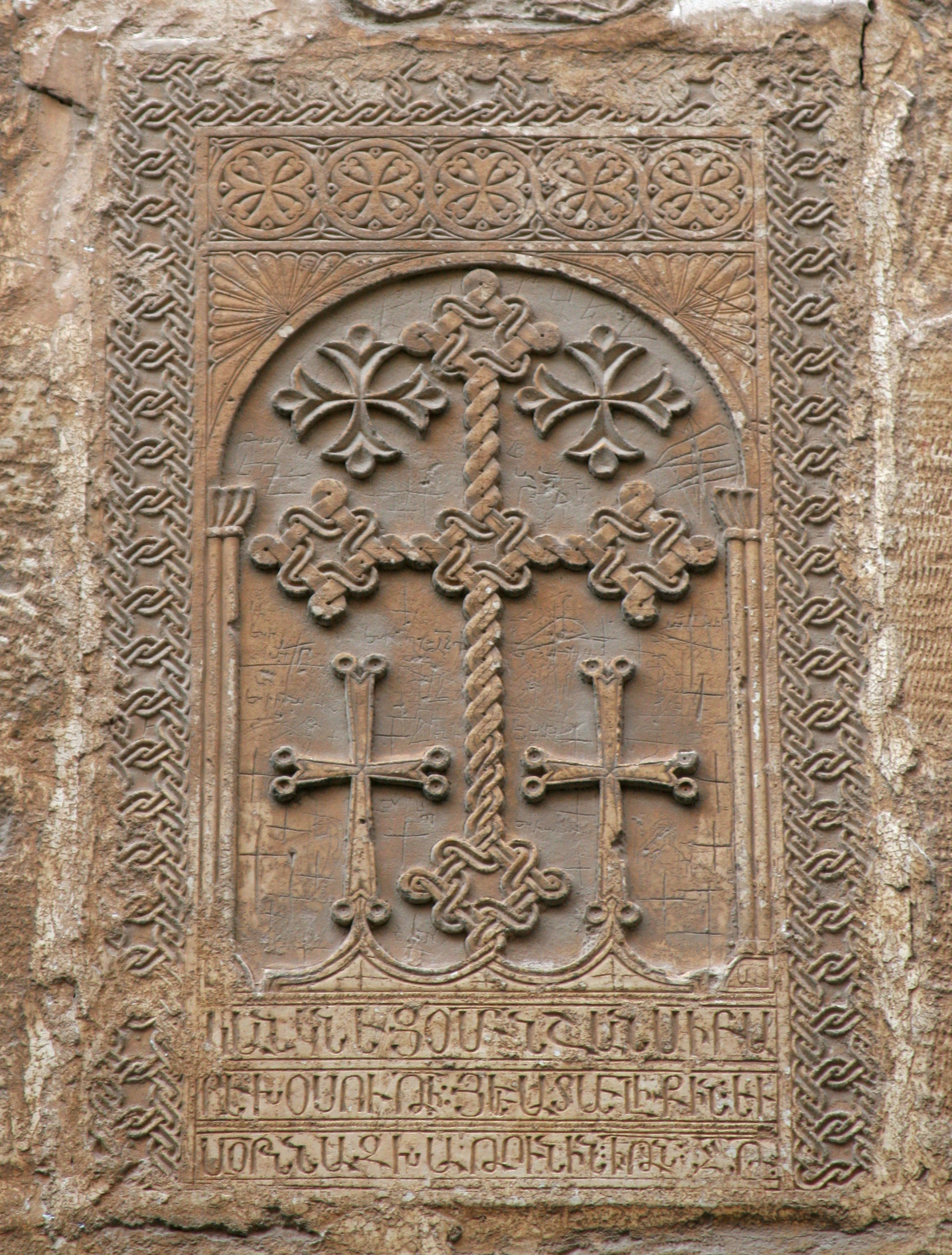
Khatchkar à la cathédrale arménienne

Depuis plus de quatre mille ans, les Arméniens ont vécu dans les territoires de l’Arménie historique, dans la partie orientale de l’Asie mineure. À partir du XIe siècle débute la conquête turque qui absorbera ces territoires pour les intégrer à ce qui deviendra la Turquie.
Le premier exemple connu d’Arméniens venus près de Jérusalem date de -95, sous le règne de Tigrane II, roi d’Arménie, qui conquit des territoires allant de l’Arménie à Jérusalem. C’est à cette période que les échanges ont commencé. Des communautés juives s’installent dans ce pays lointain, pendant que des Arméniens découvrent les terres environnant Jérusalem. En 70, après la destruction de Jérusalem, les Romains font venir commerçants, artisans, militaires et administrateurs arméniens. C’est aussi à ce moment précis que les apôtres Jude et Barthélemy arrivent en Arménie pour y prêcher. Par la suite, le christianisme se propage à travers le royaume arménien.
En 301, durant le règne de Tiridate IV, l’Arménie devient le premier État chrétien. Durant cette période, des pèlerins émigrent déjà vers Jérusalem et, en 313, l’édit de Constantin tolère le christianisme dans l’Empire romain, ce qui facilite l’établissement à Jérusalem des chrétiens arméniens. En 326, l’impératrice Hélène se rend à Jérusalem pour y restaurer les lieux saints chrétiens. On y construit au même moment le Saint-Sépulcre.
Entre les IVe et VIIIe siècles, près de soixante-dix monastères sont construits en Terre Sainte par la communauté arménienne, qui s’est installée vers le VIe siècle autour du mont Sion. Dès 405, l’invention de l’alphabet arménien aide l’archivage dans leur langue d’origine de plus de 4 000 manuscrits dans l’église de Saint-Toros, près de la cathédrale Saint-Jacques. Au XIXe siècle, six mosaïques ont été découvertes dans le sol du monastère russe du mont des Oliviers, témoignant encore de la présence des Arméniens dans et autour de Jérusalem depuis cette période. Une mosaïque similaire a aussi été découverte dans le voisinage de Musrara (à 200 mètres des Portes de Damas) et rachetée par le patriarcat arménien en 1912.
La religion est donc la raison principale de l’existence d’un quartier arménien. Contrairement à la plupart des chrétiens d’Israël, ils ne sont pas arabes mais ont une origine et religion qui leur sont propres. La raison de leur perpétuation peut être expliquée par les mariages internes à la communauté et la préservation de la culture à travers la langue.

### La conquête islamique: 638-1099
La conquête perse de Jérusalem en 614 et la conquête arabe de 638 ont trouvé les Arméniens assiégés par les Byzantins. Toutefois, les nouveaux maîtres des lieux leur restituent les propriétés de l’Église confisquées sous l’empereur Justinien, dont l’accès leur avait été interdit. Les Arméniens sont maintenant assujettis au pacte d'Umar et ils sont devenus Dhimmi. Ils paient une capitation spéciale, la Jizya, et sont parfois forcés à porter un turban bleu en signe de distinction ; il ne leur est pas permis de construire de nouveaux bâtiments religieux. Ils ne subissent toutefois pas le sort des païens, systématiquement tués ou asservis.
Les Arméniens vivent sous différentes dynasties musulmanes entre 638 et l’arrivée des Croisés en 1099 : les Omeyyades basés à Damas, suivis des Abbassides établis à Bagdad, puis les règnes plus destructeurs des Fatimides à partir de 969 et finalement les Turcs seldjoukides qui pillent la ville en 1071.

### Période mamelouke: 1260-1517
L’arrivée des Mamelouks en 1260 n’affecte pas beaucoup les Arméniens mais a une grande influence sur les autres communautés chrétiennes, qui à cette période partagent la mentalité des Croisés. Le Patriarche Sarkis Ier (1281-1313) rencontre le gouverneur mamelouk dans l’espoir de maintenir la paix après les Croisades. À ce moment-là, une autre communauté arménienne s’est installée en Égypte et il arrive que le patriarcat se déplace au Caire pour y rencontrer les dirigeants mamelouks. De ces contacts résulte en 1340 la construction d’un mur autour du quartier arménien, les Mamelouks ne ressentant pas une menace en cette communauté.